# Кубок Англії з футболу 1876—1877
Кубок Англії з футболу 1876—1877 — 6-й розіграш найстарішого футбольного турніру у світі, Кубка виклику Футбольної Асоціації, також відомого як Кубок Англії. Вдруге поспіль титул здобув Вондерерз.

## Перший раунд
Клуб Квінз Парк пройшов до наступного раунду після жеребкування.
| Дата         | Господарі           | Рахунок | Гості                            |
| ------------ | ------------------- | ------- | -------------------------------- |
|              | Барнс               | +:-     | Олд Ітоніанс                     |
|              | Кембридж Юніверсіті | +:-     | Хай Вікем                        |
|              | Оксфорд Юніверсіті  | +:-     | Олд Салопіанс                    |
|              | Шеффілд             | +:-     | Троянс                           |
|              | Стропшир Вондерерз  | +:-     | Друїдс                           |
|              | Саутгол             | +:-     | Олд Вайкгемістс                  |
|              | Вондерерз           | +:-     | Саффрон Волден Таун              |
| 14 жовтня    | Пілігрімс           | 4:1     | Рамблерс                         |
| 28 жовтня    | Аптон Парк          | 7:0     | Лейтон                           |
| 4 листопада  | Форест Скул         | 4:1     | Грешем                           |
| 4 листопада  | Гертс Рейнджерс     | 1:2     | Марлоу                           |
| 4 листопада  | Рочестер            | 5:0     | Хайбері Юніон                    |
| 4 листопада  | Роял Енджинірс      | 2:1     | Олд Гарровіанс                   |
| 4 листопада  | Саут Норвуд         | 4:1     | Саксонс                          |
| 4 листопада  | Свіфтс              | 2:0     | Редінг Горнетс                   |
| 8 листопада  | Пантерс             | 3:0     | Вуд Гранж                        |
| 11 листопада | 105 полк            | 3:0     | 1-й Суррейський стрілецький полк |
| 11 листопада | Клепем Роверз       | 5:0     | Райгейт Пріорі                   |

## Другий раунд
До другого раунду увійшли переможці першого раунду. Клуб Квінз Парк пройшов до наступного раунду після жеребкування.
| Дата         | Господарі           | Рахунок | Гості              |
| ------------ | ------------------- | ------- | ------------------ |
| 29 листопада | Марлоу              | 1:0     | Форест Скул        |
| 2 грудня     | Саут Норвуд         | 0:7     | Шеффілд            |
| 9 грудня     | Пантерс             | 0:1     | Пілігрімс          |
| 9 грудня     | Роял Енджинірс      | 3:0     | Стропшир Вондерерз |
| 9 грудня     | Аптон Парк          | 1:0     | Барнс              |
| 14 грудня    | Оксфорд Юніверсіті  | 6:1     | 105 полк           |
| 16 грудня    | Кембридж Юніверсіті | 2:1     | Клепем Роверз      |
| 16 грудня    | Рочестер            | 1:0     | Свіфтс             |
| 16 грудня    | Вондерерз           | 6:0     | Саутгол            |

## Третій раунд
До третього раунду увійшли переможці другого раунду.
| Дата                  | Господарі           | Рахунок | Гості      |
| --------------------- | ------------------- | ------- | ---------- |
|                       | Оксфорд Юніверсіті  | +:-     | Квінз Парк |
| 20 січня              | Роял Енджинірс      | 1:0     | Шеффілд    |
| 20 січня              | Вондерерз           | 3:0     | Пілігрімс  |
| 24 січня              | Аптон Парк          | 2:2     | Марлоу     |
| 27 січня Перегравання | Аптон Парк          | 1:0     | Марлоу     |
| 3 лютого              | Кембридж Юніверсіті | 4:0     | Рочестер   |

## Четвертий раунд
До четвертого раунду увійшли переможці третього раунду. Клуб Вондерерз пройшов до півфіналу після жеребкування.
| Дата                    | Господарі           | Рахунок | Гості          |
| ----------------------- | ------------------- | ------- | -------------- |
| 17 лютого               | Кембридж Юніверсіті | 4:0     | Роял Енджинірс |
| 24 лютого               | Оксфорд Юніверсіті  | 0:0     | Аптон Парк     |
| 10 березня Перегравання | Оксфорд Юніверсіті  | 1:0     | Аптон Парк     |

## Півфінали
У півфіналах зіграли команди, що перемогли на попередньому етапі.
Клуб Оксфорд Юніверсіті пройшов до фіналу після жеребкування.
| Дата       | Господарі | Рахунок | Гості               |
| ---------- | --------- | ------- | ------------------- |
| 20 березня | Вондерерз | 1:0     | Кембридж Юніверсіті |

## Фінал
| 24 березня 1877 |

| Вондерерз             | 2:1 дч   | Оксфорд Юніверсіті |
| --------------------- | -------- | ------------------ |
| Кенрік 86' Ліндсі 97' | Протокол | Кіннерд 15' (аг)   |

| Кеннінгтон Овал, Лондон Глядачів: 3 000 Арбітр: Сідні Райт |